# Euselasia euboea
Espèce
Euselasia euboea est un insecte lépidoptère appartenant à la famille  des Riodinidae et au genre Euselasia.

## Dénomination
Euselasia euboea a été décrit par William Chapman Hewitson en 1853 sous le nom d' Eurygona euboea.

## Sous-espèces
- Euselasia euboea euboea  au Venezuela et au Brésil
- Euselasia euboea pasoula Callaghan et Lamas, 2004; présent en Guyane[1].

## Description
Euselasia euboea est de couleur noire, suivant les sous espèces, en partie bleu noir ou en partie cuivré foncé.
L'autre face est de couleur ocre beige. Les ailes antérieures sont séparées en deux séparée par une ligne rouge vif. Aux postérieures la ligne rouge se continue, l'aile est finement bordée de rouge doublé d'une ligne submarginale de chevrons noirs centrés de blanc.

## Écologie et distribution
Euselasia euboea est présent en Guyane, Guyana, au Surinam, au Venezuela, en Bolivie et au Brésil.

### Biotope
Il réside dans la forêt tropicale.